# Ниагара (округ)
Округ Ниагара (англ. Niagara County) — округ штата Нью-Йорк, США. Население округа на 2000 год составляло 219844 человек. Административный центр округа — город Локпорт.

## История
Округ Ниагара основан в 1808 году. Источник образования округа Ниагара: округ Дженеси.

## География
Округ занимает площадь 1354,6 км2.

## Демография
Согласно переписи населения 2000 года, в округе Ниагара проживало 219844 человек. По оценке Бюро переписи населения США, к 2009 году население уменьшилось на 2,4 %, до 214557 человек. Плотность населения составляла 158.4 человек на квадратный километр.